# هوگسثورپ
هوگسثورپ (به انگلیسی: Hogsthorpe) یک روستا و محله مدنی در بریتانیا است که در لیندسی شرقی واقع شده‌است. هوگسثورپ ۹۰۸ نفر جمعیت دارد.